# Altjeßnitz
Altjeßnitz ist ein Ortsteil der Stadt Raguhn-Jeßnitz im Landkreis Anhalt-Bitterfeld und liegt im Südosten des Bundeslands Sachsen-Anhalt. Altjeßnitz ist vor allem durch seinen barocken Irrgarten bekannt.

## Geografie
Altjeßnitz liegt in der Auenlandschaft am östlichen Ufer der Mulde, ca. 10 km nördlich von Bitterfeld-Wolfen und 20 km südlich von Dessau-Roßlau.
Nordwestlich liegt die Stadt Raguhn, südwestlich die Stadt Jeßnitz und südöstlich das Dorf Rossdorf. Weiterhin liegt östlich Zschornewitz.

## Geschichte
Altjeßnitz gehörte bis 1815 zum sächsischen Amt Bitterfeld und kam mit diesem im Ergebnis des Wiener Kongresses zu Preußen, wo es dem Landkreis Bitterfeld angehörte. Altjeßnitz ragte wie ein Sporn in anhaltisches Gebiet und war in drei Richtungen von diesem umgeben. Nur in Richtung Osten bestand Landverbindung an das eigene Territorium. Diese Verwaltungsgrenzen hatten bis 2010 Bestand; erst seitdem gibt es eine gemeinsame Verwaltung mit dem westlich der Mulde gelegenen Jeßnitz.
Seit dem ausgehenden 17. bis Mitte des 20. Jahrhunderts waren die Freiherren von Ende die Grundherren von Altjeßnitz. 1694 erwarb Hans Adam Freiherr von Ende das damalige Rittergut aus dem Besitz des Herren von Reppichau und baute es als Hauptsitz der Familie Ende zu einem vornehmen Landsitz aus. Im Stil des späten Barock entstand eine Schloss- und Parkanlage. Nach dem Gothaischen Hofkalender war die Begüterung Altjeßnitz vormals ein Familienfideikommiss in Form eines Majorats, also der Erbfolge des Erstgeborenen. So führte dann Otto Freiherr von Ende (1795–1856), verheiratet mit Charlotte Fitz-Gerald, die Gutsgeschäfte, war sächsischer Kammerherr. Danach übernahm sein Sohn Heinrich Freiherr von Ende (1833–1891) die Besitzung. Er war Schloßhauptmann von Dessau, wie seine Vorfahren Ritter des Johanniterordens, und mit Klara von Berenhorst liiert. Die Größenordnung des Rittergutes blieb auch über die große Wirtschaftskrise 1929/30 konstant. 1941 beinhaltete das Gut eine Größe von etwa 501 ha. Nach dem Genealogischen Handbuch des Adels wurde Hans-Adam Freiherr von Ende (1870–1952) der letzte Grundbesitzer. Er lebte mit seiner Familie zuletzt in Köthen, wo seine Ehefrau Margarethe Freiin von dem Bussche-Lohe auch nach 1956 wohnte. Die Töchter lebten in Hessen und in Italien.
Im Landschaftspark Altjeßnitz befindet sich heute der Irrgarten.
Am 1. Januar 2010 schlossen sich die bis dahin selbstständigen Gemeinden Altjeßnitz, Marke, Retzau, Schierau, Thurland und Tornau vor der Heide sowie die Städte Jeßnitz (Anhalt) und Raguhn zur Stadt Raguhn-Jeßnitz zusammen. Gleichzeitig wurde die Verwaltungsgemeinschaft Raguhn, zu der Altjeßnitz gehörte, aufgelöst.

## Politik

### Wappen
Das Wappen wurde am 19. Mai 2008 durch den Landkreis Anhalt-Bitterfeld genehmigt und unter der Nr. 23/2008 im Landesarchiv Sachsen-Anhalt registriert.
Blasonierung: „Schräglinks geteilt von Gold und Grün, oben aus der Teilung wachsend ein steigender schwarzer Wolf mit roten Zähnen und ausgeschlagener Zunge, aus dem Rachen ein roter Blutstropfen fallend, unten das silberne Wegenetz eines Irrgartens.“ Die Farben der Gemeinde sind Grün - Gold (Gelb). Die Symbolik des Wappens von Altjeßnitz, das der Magdeburger Heraldiker Jörg Mantzsch entwickelte, nimmt Bezug auf das Wappen der Freiherren von Ende und auf den Irrgarten. Der Schild ist in den Farben Gold (gelb) und Grün schräglinks geteilt. Gold ist die Schildfarbe im Wappen von Ende. Als Kontratinktur wurde Grün gewählt, weil diese Farbe im direkten Bezug zum Irrgarten im Park von Altjeßnitz steht.
Am 25. März 2008 beschloss der Gemeinderat die genannten Symbole und Farben im Wappen von Altjeßnitz zu verwenden bzw. zur Genehmigung auf den Dienstweg einzureichen.

### Flagge
Die Flagge ist Grün - Gelb (1:1) gestreift (Querform: Streifen waagerecht verlaufend, Längsform: Streifen senkrecht verlaufend) und mittig mit dem Gemeindewappen belegt.

## Kultur und Sehenswürdigkeiten

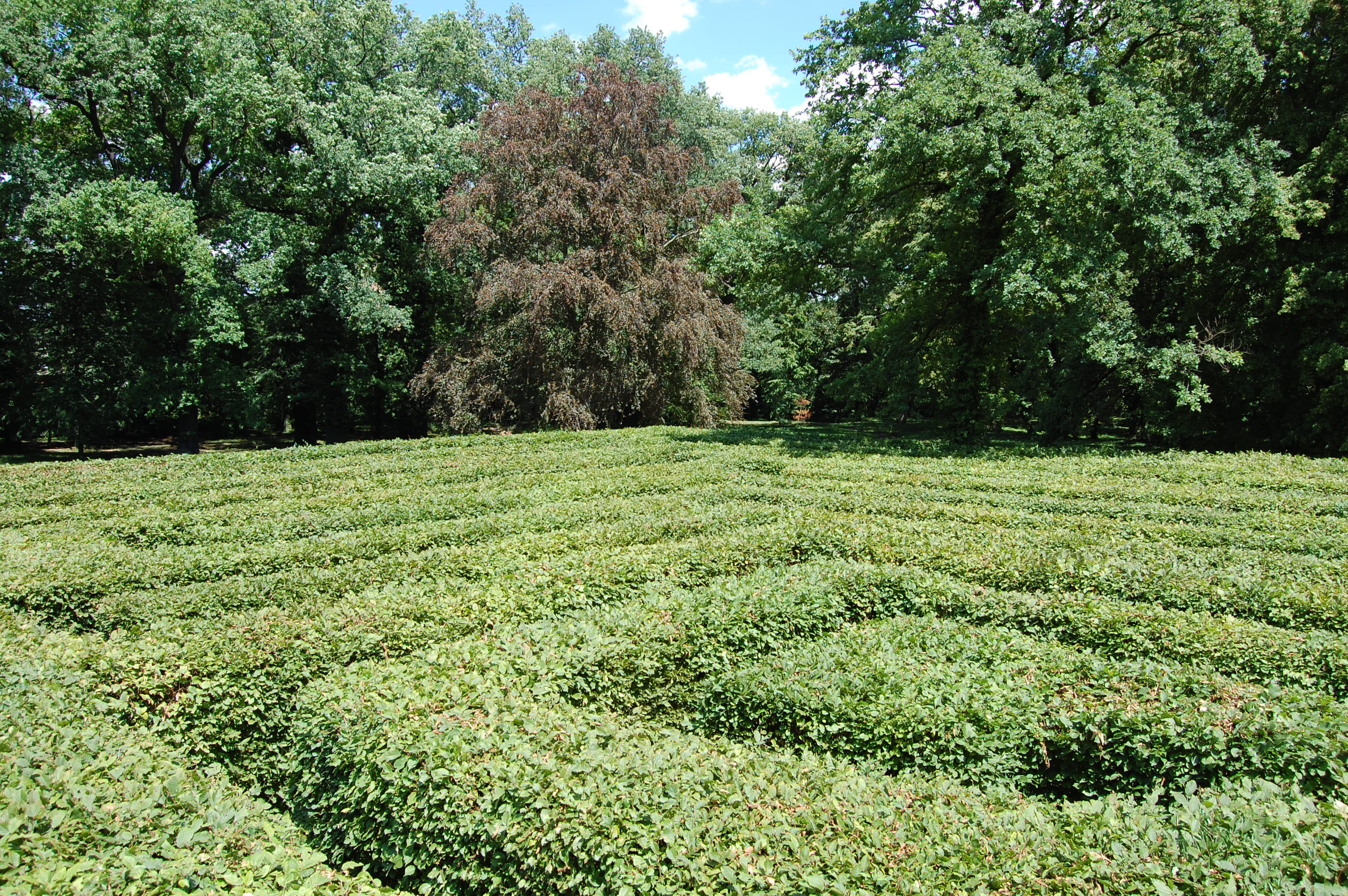
Irrgarten

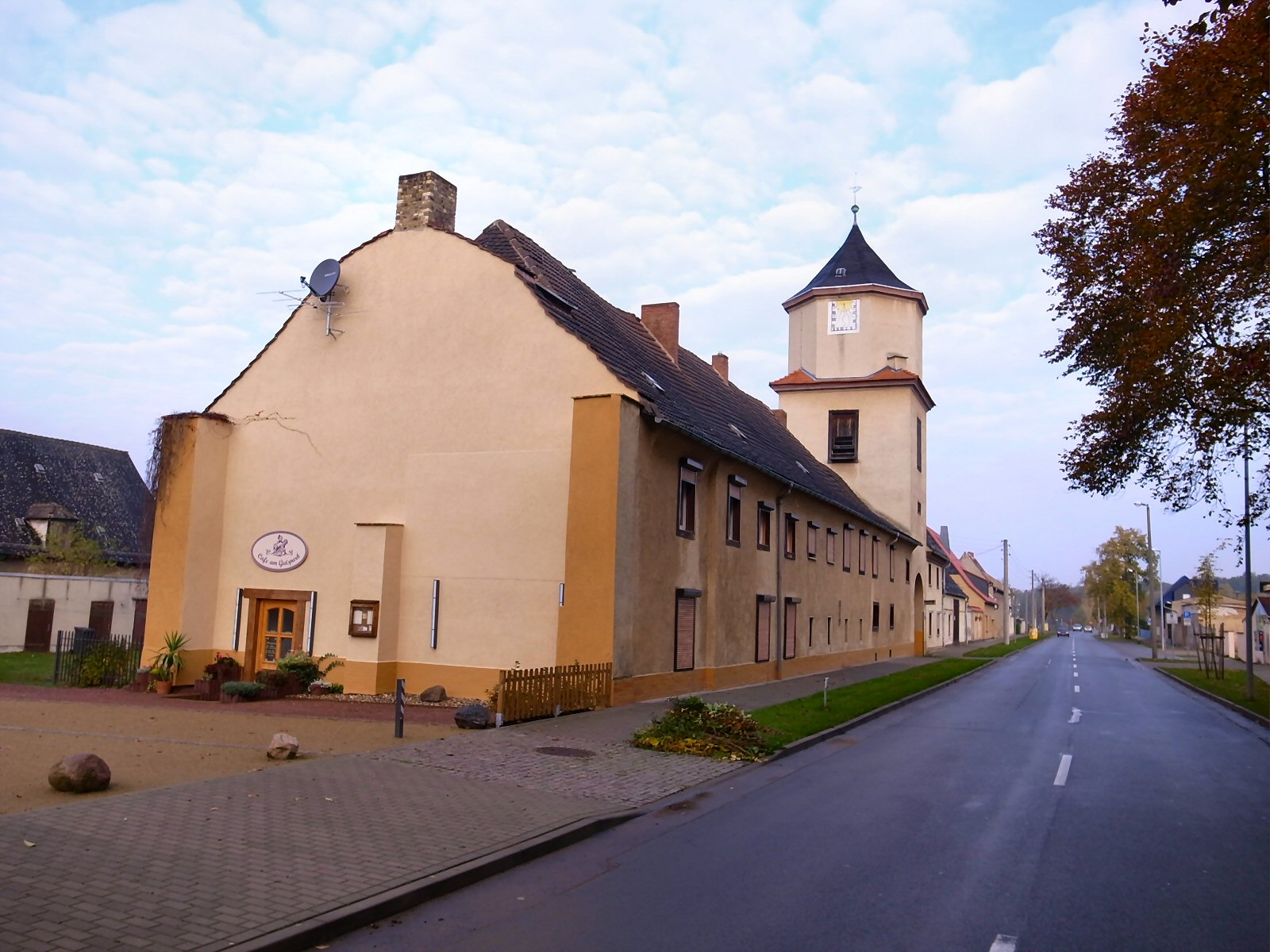
Gutsgebäude mit Glockenturm

Zu den Sehenswürdigkeiten des Dorfes gehört die bereits aus der Zeit der Romanik stammende Dorfkirche Altjeßnitz.
Weiterhin sehenswert ist das stark umgestaltete Schloss Altjeßnitz. Dieses wurde 1699 erbaut. Ein Brand im Jahr 1946 zerstörte größere Teile der Anlage. Im April 1975 folgten Abrissarbeiten. Teile wurden, allerdings deutlich verändert, wieder aufgebaut.
Der vielbesuchte Irrgarten Altjeßnitz liegt in dem ehemals zum Schloss gehörenden Gutspark.

## Wirtschaft und Infrastruktur

### Verkehrsanbindung
Die Bundesstraße 184 und die Bahnstrecke Dessau–Bitterfeld verlaufen wenige Kilometer westlich des Gemeindegebietes. Die nahegelegene Bundesautobahn 9 ist über die Anschlussstellen Bitterfeld/Wolfen sowie Dessau-Süd (ca. 10 km) zu erreichen.
Geschäfte und Sonstiges
In der Möhlauer Straße liegt das Autohaus Fietz.

## Persönlichkeiten
- Johann Gottfried Hermann (* 12. Oktober 1707; † 30. Juli 1791 in Dresden), lutherischer Theologe
- Emma Martin (* 25. Oktober 1892; † 16. Dezember 1943 hingerichtet in Berlin-Plötzensee), Widerstandskämpferin
- Werner Lindemann (* 7. Oktober 1926; † 9. Februar 1993), Dichter und Schriftsteller